# Mirna Jukić
Pour les articles homonymes, voir Jukić.
Mirna Jukić, née le 9 avril 1986 à Novi Sad, est une nageuse autrichienne spécialiste des épreuves de brasse.

## Biographie
Cette nageuse née en Yougoslavie et entraînée par son père est d'origine croate. À l'âge de 15 ans, Jukić décroche ses deux premières médailles lors des Championnats d'Europe 2001. En grand bassin elle remporte son premier titre lors des Championnats d'Europe 2002.
Elle a obtenu le titre de personnalité sportive autrichienne de l'année à trois reprises en 2002, 2008 et 2009.
Son frère, Dinko Jukić pratique également la natation au niveau international.
Le 23 septembre 2010 elle annonce la fin de sa carrière à l'âge de 24 ans.

## Palmarès

### Jeux olympiques
- Jeux olympiques d'été de 2008 à Pékin (Chine) :
  -  Médaille de bronze du 100 m brasse.

### Championnats du monde

#### En grand bassin
- Championnats du monde 2005 à Montréal (Canada) :
  -  Médaille de bronze du 200 m brasse.
- Championnats du monde 2009 à Rome (Italie) :
  -  Médaille de bronze du 200 m brasse.

#### En petit bassin
- Championnats du monde en petit bassin 2002 à Moscou (Russie) :
  -  Médaille de bronze du 200 m brasse.

### Championnats d'Europe

#### En grand bassin
- Championnats d'Europe 2002 à Berlin (Allemagne) :
  -  Médaille d'or du 200 m brasse.
- Championnats d'Europe 2004 à Madrid (Espagne) :
  -  Médaille d'or du 200 m brasse.
  -  Médaille de bronze du 100 m brasse.
- Championnats d'Europe 2008 à Eindhoven (Pays-Bas) :
  -  Médaille d'or du 100 m brasse.
  -  Médaille d'argent du 200 m brasse.
  -  Médaille de bronze du 50 m brasse.

#### En petit bassin
- Championnats d'Europe 2001 à Anvers (Belgique) :
  -  Médaille d'argent du 100 m brasse.
  -  Médaille d'argent du 200 m brasse.
- Championnats d'Europe 2002 à Riesa (Italie) :
  -  Médaille d'or du 200 m brasse.
  -  Médaille d'argent du 100 m brasse.
- Championnats d'Europe 2003 à Dublin (Irlande) :
  -  Médaille d'or du 200 m brasse.
  -  Médaille de bronze du 100 m brasse.
- Championnats d'Europe 2004 à Vienne (Autriche) :
  -  Médaille d'argent du 100 m brasse.
  -  Médaille d'argent du 200 m brasse.
- Championnats d'Europe 2007 à Debrecen (Hongrie) :
  -  Médaille d'argent du 100 m brasse.
  -  Médaille d'argent du 200 m brasse.
- Championnats d'Europe 2008 à Rijeka (Croatie) :
  -  Médaille d'argent du 200 m brasse.
  -  Médaille de bronze du 100 m brasse.

## Records personnels
Ces tableaux détaillent les records personnels de Mirna Jukić en grand et petit bassin au 5 mars 2010.
| Épreuve      | Temps         | Compétition                | Lieu         | Date       |
| 50 m brasse  | 31 s 32       | Championnats du monde 2009 | Rome, Italie | 01/08/2009 |
| 100 m brasse | 1 min 6 s 58  | Championnats du monde 2009 | Rome, Italie | 27/07/2009 |
| 200 m brasse | 2 min 21 s 97 | Championnats du monde 2009 | Rome, Italie | 31/07/2009 |

| Épreuve      | Temps         | Compétition                  | Lieu                    | Date       |
| 50 m brasse  | 30 s 54       | Championnats du monde 2008   | Manchester, Royaume-Uni | 10/04/2008 |
| 100 m brasse | 1 min 5 s 24  | Championnats d'Autriche 2008 | Vienne, Autriche        | 21/12/2008 |
| 200 m brasse | 2 min 19 s 23 | Championnats d'Autriche 2008 | Vienne, Autriche        | 20/12/2008 |